# Mirosloveni, Gorj
Mirosloveni este un sat în comuna Albeni din județul Gorj, Oltenia, România. În sat se află biserica de lemn cu dublu hram „Intrarea în Biserică a Maicii Domnului“ și „Cuvioasa Parascheva“, construită în anul 1812.

## Vezi și
- Biserica de lemn din Mirosloveni, Gorj